# 貼背戰
是一部2018年美國喜劇片，由傑夫·托姆希奇（Jeff Tomsic）執導，羅伯·麥基裡克與馬克·史泰倫（Mark Steilen）共同撰寫劇本。故事描述一群好友每年5月都會玩起捉人遊戲而引發一連串的鬧劇；其主演包括艾德·赫姆斯、傑克·強森、安娜貝爾·瓦莉絲、漢尼拔·布瑞斯、艾拉·費雪、拉西達·瓊絲、蕾絲莉·畢柏、喬·漢姆和傑瑞米·雷納。該片的故事靈感取自《華爾街日報》上的一篇文章。《貼背戰》定於2018年6月15日在美國上映。

## 劇情
故事敘述五名好朋友在每年5月都會玩起鬼抓人的遊戲，以維持彼此的友誼。而當他們當中最厲害的傑瑞（Jerry）將要結婚時，另外四人本以為這是能打敗他的方法，但未料，對方卻早已做好萬全的準備。

## 演員
- 艾德·赫姆斯 飾 霍吉·馬洛（Hoagie Malloy），一名擁有獸醫專業的博士，為了抓到卡拉漢不惜辭去原本的工作，到對方的公司當清潔工。
- 喬·漢姆 飾 鮑伯·卡拉漢（Bob Callahan），一個企業的CEO，因為自己的事業有成而有些自大。
- 傑克·強森 飾 蘭迪·「奇利」·奇亞諾（Randy "Chilli" Cilliano），一名喜歡抽大麻菸的老菸槍。
- 安娜貝爾·瓦莉絲 飾 蕾貝卡·考斯比（Rebecca Crosby），一名《華爾街日報》的記者。在採訪卡拉漢時意外撞見他們間的鬼抓人遊戲，因為覺得是個有趣的題材而跟著他們。
- 漢尼拔·布瑞斯 飾 凱文·賽柏（Kevin Sable）
- 艾拉·費雪 飾 安娜（Anna），霍吉的妻子。
- 拉西達·瓊絲 飾 雪柔·迪金斯（Cheryl Deakins），五人的童年友人。蘭迪與卡拉漢的初戀情人，與兩個人都有過一段情，多年來反覆維持著三角戀關係，直到有一天突然嫁給一名牙醫。
- 傑瑞米·雷納 飾 傑瑞·皮爾斯（Jerry Pierce），五人中最厲害的鬼抓人高手，整整三十年從未被抓到過。好勝心極強，為了勝利可說是無所不用其極。
- 蕾絲莉·畢柏（英语：Leslie Bibb） 飾 蘇珊（Susan），傑瑞的未婚妻。
- 布萊恩·丹內利 飾 蘭迪的父親
- 史蒂夫·柏格（Steve Berg） 飾 路易·西柏（Louis Seibert），綽號「路」（Lou），「鷸鳥酒吧」的酒保，知道傑瑞的去向。
- 諾菈·鄧恩（英语：Nora Dunn） 飾 琳達（Linda），霍吉的母親。

## 製作
《貼背戰》的故事靈感取自2013年1月《華爾街日報》上的一篇文章，是關於捉人遊戲中當鬼需要的準則；一班高中認識的朋友每年二月都會玩這項遊戲。這篇文章引起了製片人陶德·嘉納和馬克·史泰倫的注意，並在經過會談後，決定將這個故事拍成電影。隔月，他們將故事版權賣給了嘉納和史泰倫。最初，該片鎖定威爾·法洛與傑克·布萊克主演，但兩人在後來都退出了該項目，而改由艾德·赫姆斯、傑克·強森和傑瑞米·雷納等人主演。在拍攝期間，雷納曾弄斷了他的右肘和左手腕。

## 發行
《貼背戰》在美國於2018年6月15日上映；臺灣原定於2018年6月29日上映，後提前至6月22日上映。

### 評價
《貼背戰》整體獲得了好壞參半的評價。爛番茄根據169條評論，此片持有55%的新鮮度，平均得分為5.4／10；該網站共識：「對於尋求一些高概念但要求不高的動作喜劇的觀眾來說，《貼背戰》可能足夠接近它。」該片在Metacritic上則獲得了57分，這代表了褒貶不一的評價。

## 外部連結
- 互联网电影数据库（IMDb）上《貼背戰》的资料（英文）
- Metacritic上《貼背戰》的資料（英文）
- 爛番茄上《貼背戰》的資料（英文）
- Box Office Mojo上《貼背戰》的資料（英文）
- AllMovie上《貼背戰》的资料（英文）
- 開眼電影網上《貼背戰》的資料（繁體中文）
- Yahoo奇摩電影上《貼背戰》的資料（繁體中文）
- 时光网上《貼背戰》的資料（简体中文）
- 豆瓣电影上《貼背戰》的資料 （简体中文）